# Qaşabestān
Qaşabestān (persiska: قَصَبِستان, قَصبِستان, كَسبَسان, كاسِه حَسَن, كاساهَسَن, غَسَبتَن, قصبستان) är en ort i Iran.   Den ligger i provinsen Hamadan, i den nordvästra delen av landet, 300 km väster om huvudstaden Teheran. Qaşabestān ligger 1 545 meter över havet och antalet invånare är 326.
Terrängen runt Qaşabestān är varierad.Runt Qaşabestān är det ganska tätbefolkat, med 124 invånare per kvadratkilometer. Närmaste större samhälle är Farsafaj, 11,6 km nordost om Qaşabestān. Trakten runt Qaşabestān består i huvudsak av gräsmarker.